# محمد دعاجنة
محمد محمود أحمد دعاجنة (وُلد عام 1976) هو ضابط فلسطيني برتبة لواء، يشغل حاليًا منذ 23 نوفمبر 2024 منصب قائد الحرس الرئاسي الفلسطيني.

## التحصيل العلمي
أنهى اللواء محمد دعاجنة دراسته الثانوية خلال الفترة بين عامي 1993 و1994 في مدينة يطا بمحافظة الخليل. وفي عام 1994، التحق بالكلية العسكرية في الجزائر حيث أكمل دراسته وحصل على درجة البكالوريوس في الدفاع الجوي عام 1998. وشارك اللواء محمد دعاجنة في العديد من الدورات التخصصية الداخلية والخارجية وذلك في مجال حماية الشخصيات ومكافحة الإرهاب والتدخل السريع وفي إدارة الازمات.

## سيرته
التحق بعد تخرجه من المدرسة العليا للدفاع الجوي بجهاز الحرس الرئاسي الفلسطيني، حيث بدأ عمله في عمليات الحرس الرئاسي ثم في دائرة الحماية الخاصة للرئيس الراحل ياسر عرفات، قبل أن ينتقل للعمل في دائرة الشؤون المالية والإدارية. كما خدم في وحدة التدخل السريع التابعة للحرس الرئاسي، وتولى لاحقًا مسؤولية إدارة التدريب لقوات الجهاز. كما رافق الرئيس محمود عباس لسنوات عديدة، وعمل كحارس شخصي له. وشغل منصب نائب قائد الحرس الرئاسي الفلسطيني. 
وفي 23 نوفمبر 2024، تم تعيينه قائداً لجهاز الحرس الرئاسي الفلسطيني.
في فبراير 2025 اختير عضوًا في مجلس أمناء جامعة الاستقلال العسكرية الفلسطينية.